# Домброва (герб)
Домброва (пол. Dąbrowa) — польский дворянский герб.

## Описание гербов
В Гербовнике дворянских родов Царства Польского имеется два герба данного имени:
1. Герб Домброва: в голубом поле, серебряная подкова, на ребре которой золотой орденский крест. От шипов её выходят такие же два креста, косвенно вверх. В навершие шлема коршунье правое крыло, пронзённое стрелою влево.
2. Герб Домброва II: в голубом поле, красная подкова, на ребре которой золотой орденский крест. От шипов её выходят такие же два креста, косвенно вверх. В навершие шлема пять чёрных страусовых пера[1].

### Описание по А.Б. Лакиер
Герб бывает двух видов:
- в лазоревом поле серебряная подкова, отверстием обращенная вниз и увершенная золотым лапчатым крестом. Такие же золотые кресты выходят из углов, образуемых шипами подковы. В нашлемнике коршуново крыло влево, пробитое стрелою в том же направлении. Герб пожалован Донброве в 1246 году Конрадом Мазовецким за победу над язычниками;
- в червлёном поле белое копьё с двумя на нём перекладинами, образующими восьмиконечный крест. Эта фигура, поставленная на державе, называется Окунь, на Абданке — Столобот[2].

## Герб используют
Антушевичи (Antuszewicz), Аншлевские (Anszlewski), Ансилевские (Ansilewski), Балюкевичи (Balukiewicz), Бялоскурские (Bialoskorski), Бялые (Bialy), Бочковские (Boczkowski), Богушко (Boguszko), Богута (Boguta), Будзинские (Budzynski), Будзиские (Budziski), Будзяновские (Budzianowski), Хельковские (Chelkowski), Хоцюские (Chociuski), Хоцивские (Chociwski), Хоменко (Chomienko), Цехановецкие (Ciechanowiecki), Цехановские (Ciechanowski), Чеханские (Czechanski), Даменцкие (Damiecki), Домбровы (Dabrowa), Домбровичи (Dabrowicz, Dambrowicz, Dombrowicz), Домбровные (Dabrowny), Домбровские (Dąbrowski), Дроцеские (Drocieski), Гарлинские (Garlinski), Глодовские (Glodowski), Глотковские (Glotkowski), Годецкие (Godecki), Гурские (Gorski), Гродковские (Grodkowski), Громацкие (Gromacki), Грунфельд (Gruhnfeld), Гербуртовские (Herburtowski), Яхимовичи (Jachimowciz), Якимовичи (Iakimowicz, Jakimowicz), Яблонские (Jablonski), Ячинские (Jaczynski), Янушевские (Januszewski), Янушовские (Januschowski), Яржембицкие (Jarzebicki), Яржембинские (Jarzebinski), Яздовские (Jazdowski), Карасинские (Karasinski), Караси (Karas), Карневские (Karniewski, Karniowski), Карниские (Karniski), Кишки (Kiszka, Kiska, Kiszka Zgierski), Климашевские (Klimaszewski), Кобушовские (Kobuszowski), Кобылинские (Kobylinski), Коц (Koc), Коцовские (Kocowski), Кольдрас (Koldras), Колацкие (Kolacki), Костка (Kostka), Краевские (Krajewski), Лясковские (Laskowski), Лауксмины (Лавксмины, Лавксманы, Lauxmin, Lawxman, Lawksmin), Лэбковские (Lebkowski), Лэпковские (Лэмпковские, Lepkowski), графы и дворяне Лоси (Los z Grodkowa), Марчевские (Marczewski), Микоша (Mikosza), Микошевские (Mikoszewski), Млодзяновские (Mlodzianoski, Mlodzianowski), Моравские (Morawski), Мозерко (Mozerka, Mozerko), Мрочек (Mroczek), Муравские (Murawski), Наперские (Napierski), Обидзинские (Obidzinski), Понговские (Pagowski), Плодовницкие (Plodownicki), Подъяские (Podjaski), Подковы (Podkowa), Подольцы (Podolec), Поржецкие (Porzecki), Поржицкие (Porzycki), Простынские (Prostynski), Пржехоцкие (Przechocki), Пуржицкие (Purzycki), Ростковские (Rostkowski), Руминские (Ruminski), Ржеховские (Rzechowski), Сецеминские (Сециминские, Seceminski, Secyminski), графы и дворяне Семенские (Siemienski), Сержповские (Sierzpowski), Сершпутовские (Sierzputowski), Смолеховские (Smolechowski), Струмилло (Strumilo), Шостаки (Szostak), Табадские (Tabadzki), Табецкие Юрчики (Tabecki Jurczyk), Тальки (Talko, Talko Porzecki), Тымовские (Tymowski), Ваховичи (Wachowicz), Валдовские (Waldowski), Вдзеконские (Wdziekonski), Вдзенки (Wdzienk), Воронцы (Woroniec), Залески (Zaleski), Залковские (Zalkowski), Згерские (Zgierski), Жельковские (Zelkowski), Жгерские (Zgierski), Жуковские (Zukowski).
Домброва изм.Можерка (Mozerka), Вдзенки (Wdziek).
Домброва IIТабенцкие.